# West Chinnock
West Chinnock är en by i civil parish West and Middle Chinnock, i enhetskommunen Somerset, i grevskapet Somerset, i England. Byn är belägen 9 km från Yeovil. West Chinnock var en civil parish fram till 1884. Civil parish hade 418 invånare år 1881.